# Ann Ayars
Ann Ayars (* 23. Juli 1918 als Ann Pellicciotti in Los Angeles, Kalifornien, USA; † 27. Februar 1995 in Hemet, Kalifornien, USA) war eine US-amerikanische Schauspielerin und Opernsängerin (Sopran).

## Leben und Werk
Ann Pellicciotti wurde als einziges Kind eines Gesanglehrers und einer Klavierlehrerin geboren. Als Kind lebte sie drei Jahre lang mit ihren Eltern in Mailand, wo sie auch mehrfach die Scala besuchte. Ihre Schulzeit beendete sei an der Beverly Hill High School. In den 1930er Jahren begann sie eine Musikkarriere, in der sie mit dem Musical Rio Rita auf Tour ging, mit dem Long Beach Symphony Orchestra, aber auch im Radio auftrat. Irgendwann in dieser Zeit entschied sie, dass der Name Pellicciotti eher störend für eine Karriere sei, und nahm den Namen Ayars, den Geburtsnamen ihrer Großmutter, an.
Bei einem ihrer Auftritte wurde sie von Irving Kumin als Schauspielerin entdeckt. Er verschaffte ihr Probeaufnahmen bei Warner Bros., die aber unvorteilhaft verliefen, da es Probleme mit ihrer Haut gab. Da er weiterhin an sie glaubte, vermittelte Kumin sie weiter an Metro-Goldwyn-Mayer. Als für den Kurzfilm Fiesta eine gute Schauspielerin und Sängerin gesucht wurde, bekam sie die Rolle. Die erste wichtige Rolle, die sie in einem abendfüllenden Film bekam, war die der Cookie Charles in Dr. Kildare’s Victory (ihr nächster Film Nazi Agent kam zwar früher in die Kinos als Dr. Kildare’s Victory, wurde aber später gedreht). Im nächsten Dr.-Kildare-Film Born to Be Bad übernahm sie diese Rolle erneut. Als Lew Ayres, der den Dr. Kildare spielte, aber wegen seiner Kriegsdienstverweigerung aus dem fertigen Film genommen wurde, wurde auch ihre Rolle entfernt. Nach wenigen weiteren Filmen wie Reunion in France und Und das Leben geht weiter beendete sie ihre Schauspielkarriere und ging als Sopranistin an die New York City Opera.
Dort war sie Ende der 1940er und in den 1950er Jahren die führende Sopranistin. Sie trat unter anderem Beispiel als Jafade in Ariadne auf Naxos, Monica in The Medium, Mimi in La Bohème oder Violetta in La traviata auf. Sie hatte Gastauftritte in Philadelphia La Scala, aber auch 1947 in Glyndebourne, wo sie als Eurydike in Orpheus und Eurydike auftrat, sowie 1948 am King’s Theatre in Edinburgh in der Rolle der Zerlina in Don Giovanni. Durch diese Auftritte erhielt sie 1951 die Rolle der Antonia in der britischen Opernverfilmung Hoffmanns Erzählungen von Michael Powell und Emeric Pressburger.
In den 1960er Jahren hatte sie Gastrollen in Fernsehserien wie Die Leute von der Shiloh Ranch, Perry Mason, Batman oder Kobra, übernehmen Sie. Ab 1968 lehrte sie Gesang und Klavier am College in San Jacinto. Dort inszenierte sie 19 Opern, bis sie sich 1987 zur Ruhe setzte.
Ann Ayars verstarb 1995 im Alter von 75 Jahren an den Folgen von Diabetes.

## Filmografie (Auswahl)
- 1941: Fiesta
- 1942: Nazi Agent
- 1942: Dr. Kildare’s Victory
- 1942: Apache Trail
- 1942: Reunion in France
- 1943: The Youngest Profession
- 1943: Und das Leben geht weiter (The Human Comedy)
- 1951: Hoffmanns Erzählungen (The Tales of Hoffmann)
- 1963: Die Leute von der Shiloh Ranch (The Virginian, Fernsehserie, Folge 2x07)
- 1964: Perry Mason (Fernsehserie, Folge 8x02)
- 1966: Hazel (Fernsehserie, Folge 5x24)
- 1966: Batman (Fernsehserie, Folge 1x23)
- 1966: Kobra, übernehmen Sie (Mission: Impossible, Fernsehserie, Folge 1x13)
- 1967: Die Monroes (The Monroes, Fernsehserie, Folge 1x25)